# Mile Jedinak
Pour les articles homonymes, voir Jedinak.
Michael John « Mile » Jedinak, né le 3 août 1984 à Sydney, est un footballeur international australien qui évolue au poste de milieu de terrain.

## Biographie

### Carrière en club
Le 11 juillet 2011, il signe à Crystal Palace.
Le 17 août 2016, Jedinak s'engage pour trois ans avec Aston Villa. Il est libéré à l'issue de son contrat avec Villa le 1er juillet 2019 après avoir signé deux buts en quatre-vingt matchs toutes compétitions confondues.

### Carrière internationale

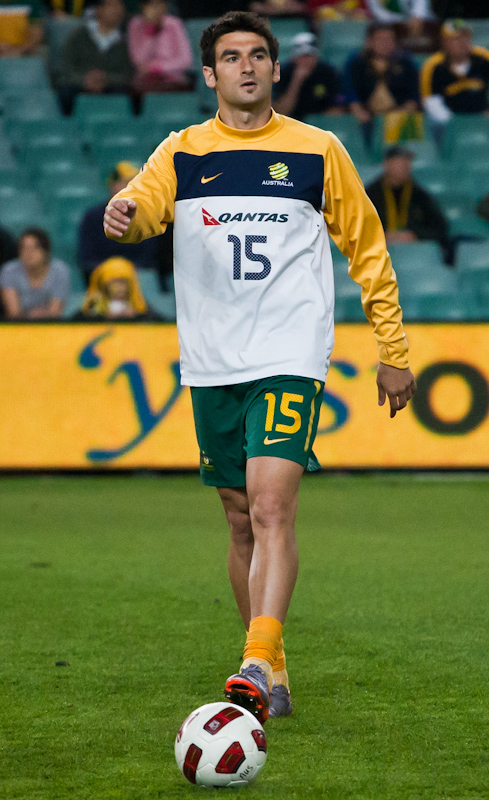
Mile Jedinak à l'échauffement avec l'équipe d'Australie en 2010.

Sélectionné par l'entraîneur Pim Verbeek, Mile Jedinak représente l'Australie à la Coupe du monde 2010. Il ne joue cependant qu'une rencontre, perdue face à l'Allemagne (4-0).
Jedinak participe ensuite à la Coupe d'Asie des nations 2011, durant laquelle l'Australie s'incline en finale face au Japon. 
Le 5 mars 2014, Mile Jedinak joue son premier match en tant que capitaine de l'Australie face à l'Équateur, remplaçant ainsi Lucas Neill.
C'est en tant que capitaine que Jedinak joue les trois matchs des Socceroos à la Coupe du monde 2014.
Lors de la Coupe d'Asie des nations 2015 en Australie, Jedinak et son équipe remportent le tournoi face à la Corée du Sud en finale. Blessé, Mile Jedinak ne peut participer à la Coupe des confédérations 2017.
En novembre 2017, il inscrit un triplé lors du barrage retour face au Honduras qui permet à son pays de se qualifier pour la Coupe du monde 2018 (victoire 3-1).
En juin 2018, Jedinak est retenu par le sélectionneur Bert van Marwijk pour faire partie des vingt-trois joueurs représentant l'Australie à la Coupe du monde 2018. Il inscrit deux buts sur penalty lors de la phase de groupes mais l'Australie est éliminée à l'issue de celle-ci.
Le 1er octobre 2018, Mile Jedinak annonce qu'il met un terme à sa carrière internationale. Mais il change de décision pour jouer la Coupe du monde 2022.

## Buts internationaux
| Buts internationaux de Mile Jedinak | Buts internationaux de Mile Jedinak | Buts internationaux de Mile Jedinak             | Buts internationaux de Mile Jedinak | Buts internationaux de Mile Jedinak | Buts internationaux de Mile Jedinak | Buts internationaux de Mile Jedinak          |
| 0                                   | Date                                | Lieu                                            | Adversaire                          | Score                               | Résultats                           | Compétitions                                 |
| ----------------------------------- | ----------------------------------- | ----------------------------------------------- | ----------------------------------- | ----------------------------------- | ----------------------------------- | -------------------------------------------- |
| 1er                                 | 14 janvier 2011                     | Al Gharafa Stadium, Doha, Qatar                 | Corée du Sud                        | 1-1                                 | N 1-1                               | Coupe d'Asie 2011                            |
| 2e                                  | 18 janvier 2011                     | Stade Jassim Bin Hamad, Doha, Qatar             | Bahreïn                             | 1-0                                 | V 1-0                               | Coupe d'Asie 2011                            |
| 3e                                  | 11 octobre 2011                     | ANZ Stadium, Sydney, Australie                  | Oman                                | 3-0                                 | V 3-0                               | Éliminatoires Coupe du monde 2014            |
| 4e                                  | 5 mars 2014                         | The Den, Londres, Angleterre                    | Équateur                            | 2-0                                 | D 3-4                               | Match amical                                 |
| 5e                                  | 18 juin 2014                        | Stade Beira-Rio, Porto Alegre, Brésil           | Pays-Bas                            | 2-1                                 | D 2-3                               | Coupe du monde 2014                          |
| 6e                                  | 8 septembre 2014                    | Craven Cottage, Londres, Royaume-Uni            | Arabie saoudite                     | 2-0                                 | V 3-2                               | Match amical                                 |
| 7e                                  | 9 janvier 2015                      | AAMI Park, Melbourne, Australie                 | Koweït                              | 3-1                                 | V 4-1                               | Coupe d'Asie 2015                            |
| 8e                                  | 25 mars 2015                        | Fritz-Walter-Stadion, Kaiserslautern, Allemagne | Allemagne                           | 2-1                                 | N 2-2                               | Match amical                                 |
| 9e                                  | 16 juin 2015                        | Dolen Omurzakov Stadium, Bichkek, Kirghizistan  | Kirghizistan                        | 1-0                                 | V 2-1                               | Éliminatoires Coupe du monde 2018            |
| 10e                                 | 12 novembre 2015                    | Canberra Stadium, Canberra, Australie           | Kirghizistan                        | 1-0                                 | V 3-0                               | Éliminatoires Coupe du monde 2018            |
| 11e                                 | 17 novembre 2015                    | Bangabandhu National Stadium, Dacca, Bangladesh | Bangladesh                          | 4-0                                 | V 4-0                               | Éliminatoires Coupe du monde 2018            |
| 12e                                 | 24 mars 2016                        | Adelaide Oval, Adelaide, Australie              | Tadjikistan                         | 2-0                                 | V 7-0                               | Éliminatoires Coupe du monde 2018            |
| 13e                                 | 11 octobre 2016                     | AAMI Park, Melbourne, Australie                 | Japon                               | 1-1                                 | N 1-1                               | Éliminatoires Coupe du monde 2018            |
| 14e                                 | 15 novembre 2016                    | Stade Rajamangala, Bangkok, Thaïlande           | Thaïlande                           | 0-1                                 | N 2-2                               | Éliminatoires Coupe du monde 2018            |
| 15e                                 | 15 novembre 2016                    | Stade Rajamangala, Bangkok, Thaïlande           | Thaïlande                           | 2-2                                 | N 2-2                               | Éliminatoires Coupe du monde 2018            |
| 16e                                 | 15 novembre 2017                    | ANZ Stadium, Sydney, Australie                  | Honduras                            | 1-0                                 | V 3-1                               | Barrage intercontinental Coupe du monde 2018 |
| 17e                                 | 15 novembre 2017                    | ANZ Stadium, Sydney, Australie                  | Honduras                            | 2-0                                 | V 3-1                               | Barrage intercontinental Coupe du monde 2018 |
| 18e                                 | 15 novembre 2017                    | ANZ Stadium, Sydney, Australie                  | Honduras                            | 3-0                                 | V 3-1                               | Barrage intercontinental Coupe du monde 2018 |
| 19e                                 | 16 juin 2018                        | Kazan Arena, Kazan, Russie                      | France                              | 1-1                                 | D 2-1                               | Coupe du monde 2018                          |
| 20e                                 | 21 juin 2018                        | Samara Arena, Samara, Russie                    | Danemark                            | 1-1                                 | N 1-1                               | Coupe du monde 2018                          |

## Palmarès

### En club
- Crystal Palace
  - Finaliste de la Coupe d'Angleterre en 2016.

### En sélection
- Vainqueur de la Coupe d'Asie des nations en 2015
- Finaliste de la Coupe d'Asie des nations en 2011.

## Vie privée
Ses parents sont originaires de Croatie.
Il est marié et père de trois enfants.